# Martin Souter
Martin Souter, né en Angleterre et mort en septembre 2014, est un organiste, pianiste et claveciniste classique anglais.

## Biographie
Martin Souter, organiste, pianiste et claveciniste anglais est le fondateur du label Obsidian Records, et depuis 1999, le directeur musical de la compagnie Classical Communications et du label The Gift of Music, de même qu'un musicien internationalement connu pour sa spécialisation dans des enregistrements sur des instruments à clavier historiques,. 
Il interprète notamment Bach à l'orgue.
Il a un doctorat en musique de l'Université d'Oxford.
Il meurt en septembre 2014.

## Discographie
- Music for Victoria & Albert : Franz Schubert (Moments musicaux, Impromptu en sol bémol), Arthur Sullivan (The lost chord ; I have a song to sing, O! ; Winter), Félix Mendelssohn (Romances sans paroles), J. Airlie Dix (The Trumpeter (song) (en)) - Lesley Echo Ross, soprano ; Jozik Koc, baryton ; Martin Souter, piano Erard (1996, Isis Records) (OCLC 42612280)
- The piano favourites of Jane Austen : Niccolò Piccinni, Joseph Haydn, Ignaz Pleyel, Ernst Eichner, Muzio Clementi - piano Broadwood, 1801 et Robert Stodart (de), 1807 (1996, Isis Records) (OCLC 40859143)
- Scarlatti, Soler, Seixas. Seixas : Allegro/Menuet/Andante ; Soler : Sonates nos 28, 37 et 47 ; Scarlatti : sonates K. 372, 373, 360, 384, 378, 379, 376 et 377 - sur un pianoforte Cristofori 1720, coll. Metropolitan Museum of Art de New York (1999, Classical Communications) (OCLC 82057211)
- Haendel and Scarlatti, sonates K. 2, 9, 11, 14, 15, 20, 21, 23 et 24 ; Haendel, Suite en sol mineur - sur un clavecin Kirckman 1772 (2003, Classical Communications) (OCLC 706777560)